# Frédéric Bastiat
Pour les articles homonymes, voir Bastiat.
Frédéric Bastiat, né le 30 juin 1801 à Bayonne et mort le 24 décembre 1850 à Rome, est un économiste, homme politique et magistrat français. Rattaché à l'école libérale française, il est entré tardivement dans le débat public. Il marque la France du milieu du XIXe siècle en prenant part aux débats économiques : il collabore régulièrement au Journal des économistes et entretient une polémique virulente avec Proudhon. Élu à l'Assemblée, il participe à la vie politique française en votant tantôt avec la gauche, tantôt avec la droite.
Il développe une pensée libérale, caractérisée par la défense du libre-échange ou de la concurrence et l'opposition au socialisme et au colonialisme. Il est considéré comme un précurseur de l'école autrichienne d'économie et de l'école des choix publics.
Tombé dans un oubli relatif en France, il bénéficie en revanche d'une renommée internationale, en particulier grâce à ses Harmonies économiques.

## Biographie

### Famille et études
La famille Bastiat est une famille bourgeoise plutôt aisée de marchands, commerçants, jurats propriétaires terriens originaire de Laurède, en Chalosse. Vers 1700, Pierre Bastiat s'installe dans la commune voisine de Mugron, et y devient un important bourgeois. Le grand-père de Frédéric Bastiat, également prénommé Pierre, s'installe à Bayonne pour y commercer, et s'y marie en 1770.
Frédéric Bastiat naît le 30 juillet 1801 (11 thermidor de l'an IX) à Bayonne. Il est le fils de Pierre Bastiat, négociant et d'une demoiselle Fréchou, mariés vers 1800. Sa mère meurt en mai 1808, et son père, malade et presque ruiné, rentre à Mugron et y meurt le 1er juillet 1810.
L'orphelin est recueilli par sa tante, Justine Bastiat, et étudie à Bayonne à l'école de l'abbé Meillan. Il est placé au collège de Saint-Sever, puis à l'abbaye de Sorèze, qu'il quitte en 1818, âgé de 17 ans.

### Carrière
Son grand-père l'envoie à Bayonne travailler dans la maison de commerce Monclar, appartenant à son oncle.
Dans sa jeunesse, il lit le Censeur européen, journal créé par Charles Dunoyer, qui donne, selon ses propres termes, la direction de ses études et de son esprit.
Sa carrière d'économiste et pamphlétaire dure à peine six ans : galvanisé par les succès de la ligue libre-échangiste de Manchester, il suit cet exemple et envoie au Journal des économistes un premier article, intitulé « De l’influence des tarifs français et anglais sur l’avenir des deux peuples ». Cet article, paru en 1844, ayant fait sensation, on lui en réclame d’autres, et ainsi se constitue la série d’articles publiée, par la suite, sous le nom de Sophismes économiques. En même temps, il publie son premier ouvrage, intitulé Cobden et la Ligue et monte à Paris pour se faire imprimer. En 1846, il est élu membre correspondant de l'Institut de France.
Dans la capitale, il devient bientôt l’adversaire le plus actif et le plus redouté de la politique protectionniste. Il devient secrétaire général de l’Association pour la liberté des échanges, créée à Paris en 1816, qui a pour organe le Libre-Échange, qu’il a créé et dont il est le rédacteur en chef. La révolution de février oblige les économistes français, en général, et Bastiat en particulier à s’opposer au socialisme. Bastiat étant de ceux qui l’ont combattu, il tente de réfuter tour à tour Louis Blanc, Victor Considerant, Pierre Leroux, Proudhon, etc. dans plusieurs ouvrages dans lesquels il combat à la fois le socialisme et le système prohibitif.

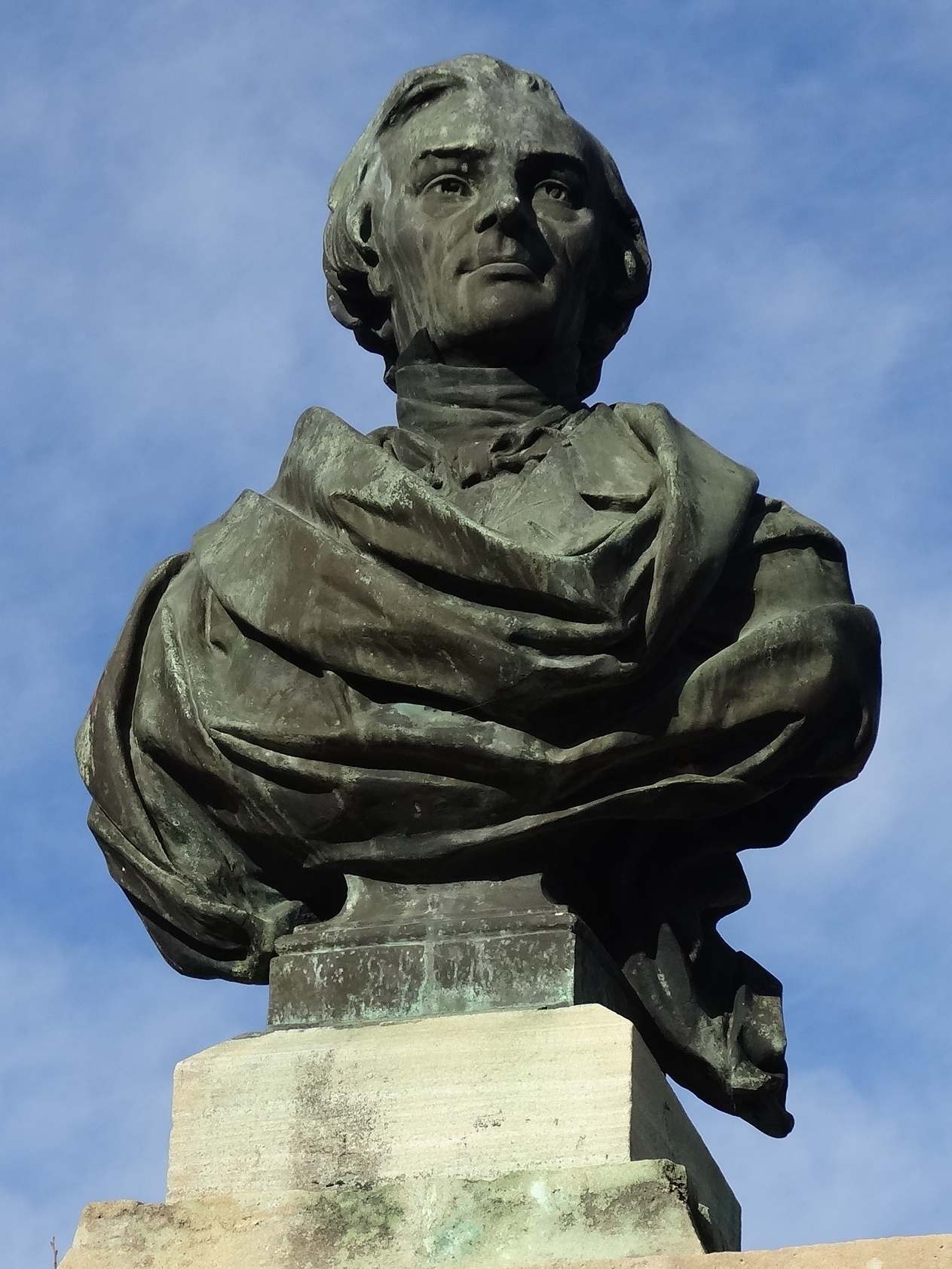
Buste de Bastiat à Mugron.

Élu député des Landes en 1848 à l'Assemblée constituante, il est réélu en 1849. Soutien du pouvoir en place, il se range aux côtés de Cavaignac. Il goûte peu les questions de politique pure pour ne s'intéresser qu'à l'économie : à l'Assemblée, il devient vice-président de la commission des finances. Siégeant à gauche, il vote, selon le projet de loi discuté, pour les conservateurs ou pour les socialistes. Cela ne le classe pas centriste ou social-démocrate  car son seul critère de jugement reste la liberté naturelle. Il s'en justifie notamment dans une profession de foi électorale de 1849 : « On a rapproché mes votes de ceux de l'extrême gauche. Pourquoi n'a-t-on pas signalé aussi les occasions où j'ai voté avec la droite ? »
À l'Assemblée et en dehors, il n'a de cesse de combattre le protectionnisme et le socialisme, ainsi que de promouvoir le libre-échange et les droits de l'individu. Il est en particulier l'un des plus fervents défenseurs des idées de Richard Cobden et des ligues anti Corn Laws. Sa première contribution au Journal des économistes est d'ailleurs en défense du libre-échange, et fustige les politiques colonialistes. Il crée l'Association pour la liberté des échanges et écrit un livre sur Richard Cobden.
Il est également conseiller général à partir de 1831 et juge de paix du 28 mai 1831 au 30 novembre 1846.

### Maladie et mort
Durant le tour de France qu'il entreprend pour promouvoir les idées libérales, il contracte la tuberculose.
Ne pouvant plus siéger régulièrement à l'Assemblée, il part en Italie pour tenter de se rétablir et meurt à Rome en 1850, déclarant sur son lit de mort que son ami Gustave de Molinari est son fils spirituel. Il est inhumé en l'église Saint-Louis-des-Français de Rome. Un monument lui a été érigé dans la ville de Mugron le 23 avril 1878. Il avait fait un mariage malheureux, épousant le 7 février 1831 Mlle Marie Huart mais la quittant rapidement,.

## Pensée
La pensée de Bastiat est une pensée fondamentalement individualiste et libérale qui défend de manière constante la liberté de l'individu face à toute autorité :

« Il y a trop de grands hommes dans le monde ; il y a trop de législateurs, organisateurs, instituteurs de sociétés, conducteurs de peuples, pères des nations, etc. Trop de gens se placent au-dessus de l'humanité pour la régenter, trop de gens font métier de s'occuper d'elle. »

— Frédéric Bastiat, La Loi (1850)
Dans une lettre à Alphonse de Lamartine, il se range sous la bannière de l'école économiste ou libérale, aux côtés d'Adam Smith, David Ricardo, Thomas Malthus, John Stuart Mill, Thomas Jefferson, Jeremy Bentham, Nassau William Senior, Richard Cobden, George Thompson, William Huskisson, Robert Peel, Destutt de Tracy, Jean-Baptiste Say, Charles Comte, Charles Dunoyer, Joseph Droz.
Frédéric Bastiat mentionne d'ailleurs régulièrement Adam Smith et Jean-Baptiste Say, comme les économistes qui ont nourri sa pensée, bien qu'il soit très critique à l'égard de leurs théories de la valeur et des conséquences qui en découlent. Plus proches de lui, il cite également, à maintes reprises, Charles Comte et Charles Dunoyer (les fondateurs du journal le Censeur) sur lesquels il ne tarit pas d'éloges.
Frédéric Bastiat sera également influencé par Henry Charles Carey sur les questions de rente foncière. Carey accusera l'auteur des Harmonies économiques, d'avoir plagié son ouvrage Harmonies des intérêts, accusation dont Bastiat se défend dans une lettre adressée au Journal des Économistes. À l'instar de Carey, Bastiat se montrera critique envers la théorie de la rente foncière de David Ricardo qui procède, selon Bastiat, de sa théorie erronée de la valeur.
D'une forte indépendance d'esprit, Bastiat déplore l'absence d'esprit critique de ses contemporains face aux « grands » auteurs. Il n'hésite d'ailleurs pas à mettre en cause des autorités reconnues tel que Platon, Montaigne, Montesquieu, Jean-Jacques Rousseau, Fénelon ou Thomas More. il déplore également — probablement sous l'influence de Charles Comte — la trop grande admiration envers les sociétés antiques (Grèce et Rome) dont l'économie était en grande partie basée sur le pillage et l'esclavage.
Frédéric Bastiat rédige de nombreux textes qui sont en fait des réponses aux doctrines de ses contemporains. Dans ses Sophismes économiques, il répond aux idées protectionnistes du comte d'Argout, de Bugeaud, Saint-Cricq, Dupin, Dombasle ou Lestiboudois.
Il s'attaque aux théories de Louis Blanc avec Individualisme et Fraternité et Propriété et Loi, de Victor Considerant avec Propriété et Spoliation, de Pierre Leroux avec Justice et Fraternité, de Pierre-Joseph Proudhon avec Capital et Rente, de Auguste Mimerel avec Protectionnisme et Communisme ou des montagnards avec l'État.

### Sophismes économiques
L'œuvre de Bastiat, et notamment son ouvrage Sophismes économiques, dénonce précisément les sophismes économiques, c’est-à-dire les raisonnements économiques erronés, qui sont vecteurs de préjugés répandus, pour les réfuter par une analyse et un plaidoyer libéral.

### Défense du libre-échange
Dans un style très direct, ses écrits (articles ou pamphlets) manient les comparaisons pédagogiques et les fables satiriques. Ils débusquent les principaux mythes ou sophismes entretenus autour de l'État (« cette grande fiction à travers laquelle tout le monde s'efforce de vivre aux dépens de tout le monde »), du socialisme (« la spoliation légale »), de la richesse (« le profit de l'un est le profit de l'autre »), de la solidarité (« il m'est tout à fait impossible de concevoir la Fraternité légalement forcée, sans que la Liberté soit légalement détruite, et la Justice légalement foulée aux pieds »), de l'impôt, de l'interventionnisme, etc. Il sait également rédiger des pamphlets ou conduire la polémique, en particulier contre Proudhon avec lequel il entretient une controverse durant 13 semaines dans le journal La voix du peuple.
La satire la plus célèbre de Bastiat (qui vise le protectionnisme) est sa Pétition des fabricants de chandelles, qui demandent à être protégés « de la compétition ruineuse d'un rival étranger », qui leur livre une « concurrence déloyale en fournissant sa lumière à des prix trop bas » (ce fournisseur est… le Soleil !) Cette pétition s'achève par la demande d'une « loi qui ordonne la fermeture de toutes fenêtres, lucarnes, […] par lesquelles la lumière du soleil a coutume de pénétrer dans les maisons. »
Concernant le libre-échange, il défend le libre-échange réciproquement choisi et montre également comment il est plus intéressant de pratiquer le libre-échange, même face à des pays protectionnistes. Toute protection est spoliatrice pour Bastiat, alors qu'à l'inverse le libre-échange permet un effet multiplicateur de richesses.

### Le consommateur au cœur de l'économie
Il se place du côté de l'individu consommateur et non du producteur (théorie de l'abondance contre théorie de la disette). Selon Jacques Garello, c'est le seul économiste du XIXe siècle avec Richard Cobden à préfigurer les théories du consommateur développées au XXe siècle par Ludwig von Mises, Friedrich Hayek ou Pascal Salin.

### L'action de l'État
1. Bastiat a une vision minimaliste de l’État, qui doit seulement assurer la justice et la sécurité et laisser les individus interagir librement : « Veiller à la sécurité publique, administrer le domaine commun, percevoir les contributions, tel est, je crois, le cercle rationnel dans lequel doivent être circonscrites ou ramenées les attributions gouvernementales… Quoi dira-t-on, vous voulez réduire le gouvernement au rôle de juge ou de gendarme[Note 7] ? » ; « n’attendre de l’État que deux choses : liberté, sécurité. Et bien voir que l’on ne saurait, au risque de les perdre toutes deux, en demander une troisième » ;
2. Il se positionne également pour une armée privée régie par des règles publiques[15] ;
3. Il développe à d'autres reprises cette thèse selon laquelle l’action étatique est le résultat des demandes des groupes de pression. On lui doit ainsi la citation célèbre à propos de l’État[16] : « L’État, c'est la grande fiction à travers laquelle tout le monde s’efforce de vivre aux dépens de tout le monde » ;
4. En matière économique, il insiste souvent sur la distinction entre « ce qu'on voit et ce qu'on ne voit pas » (on parlerait aujourd'hui des coûts cachés, des coûts d’opportunité ou des effets pervers). Ce thème, élargi pour critiquer l'activité interventionniste de l’État, est développé à l'origine dans sa parabole du Sophisme de la vitre cassée[17].

« L’argent dépensé pour réparer une fenêtre cassée apportera du travail au réparateur ; ce dernier pourra augmenter ses dépenses, ce qui produira plus d’affaires pour d'autres. Ce qu’on ne voit pas ici, c'est que l’argent aurait aussi été dépensé, et simplement autrement, si la fenêtre n'avait pas été cassée. La fenêtre cassée a seulement détourné de l’argent vers d’autres dépenses. »

Selon Bastiat, un État peut agir parfois de la sorte en prenant aux plus actifs pour subventionner des groupes d’intérêt, des associations corporatistes ou assister les inactifs. Il souligne que cela ne créera jamais de richesses pour la société, et même que cela en détruira probablement.

### Conception subjective de la valeur
Il a développé une conception subjective de la valeur dans la lignée de Jean-Baptiste Say et de Turgot et en opposition aux travaux d’Adam Smith ou de David Ricardo, qui recherchaient un fondement objectif de la valeur à travers la valeur-travail. L’École autrichienne d'économie reprendra cette veine subjective dans ses travaux. À de nombreux égards, Bastiat préfigure d’ailleurs cette école de pensée économique : théorie du capital, théorie subjective de la valeur, praxéologie, etc.

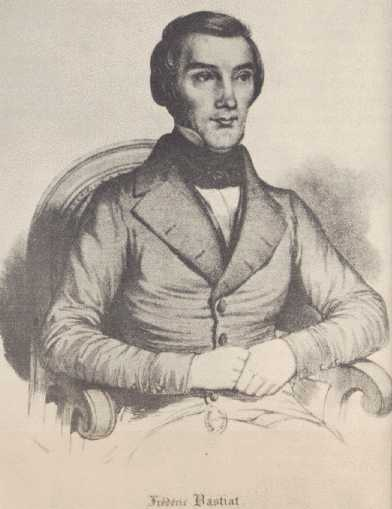
Frédéric Bastiat.

### Sécurité sociale
Fervent défenseur des caisses de secours mutuel, il s'oppose avec force à toute nationalisation de ce système. Il est un des premiers à dénoncer les dérives possibles de la nationalisation des systèmes d'assurance maladie, déclarant, par exemple, dans ses Harmonies économiques : 

« Supposez que le gouvernement intervienne. Il est aisé de deviner le rôle qu’il s’attribuera. Son premier soin sera de s’emparer de toutes ces caisses sous prétexte de les centraliser et, pour colorer cette entreprise, il promettra de les grossir avec des ressources prises sur le contribuable.

Mais, je le demande, que sera devenue la moralité de l’institution quand sa caisse sera alimentée par l’impôt ; quand nul, si ce n’est quelque bureaucrate, n’aura intérêt à défendre le fonds commun ; quand chacun, au lieu de se faire un devoir de prévenir les abus, se fera un plaisir de les favoriser ; quand aura cessé toute surveillance mutuelle et que feindre une maladie ce ne sera autre chose que de jouer un bon tour au gouvernement ? […]

Il nommera des vérificateurs, des contrôleurs, des inspecteurs, on verra des formalités sans nombre s’interposer entre le besoin et le secours. Bref, une admirable institution sera, dès sa naissance, transformée en une branche de police.

Les ouvriers ne verront plus dans la caisse commune une propriété qu’ils administrent, qu’ils alimentent, et dont les limites bornent leurs droits. Peu à peu, ils s’accoutumeront à regarder le secours, en cas de maladie ou de chômage, non comme provenant d’un fonds limité préparé par leur propre prévoyance, mais comme une dette de la société.

L’État se verra contraint de demander sans cesse des subventions au budget. Là, rencontrant l’opposition des commissions de finances, il se trouvera engagé dans des difficultés inextricables. Les abus iront toujours croissant, et on en reculera le redressement d’année en année, comme c’est l’usage, jusqu’à ce que vienne le jour d’une explosion.

Mais alors on s’apercevra qu’on est réduit à compter avec une population qui ne sait plus agir par elle-même, qui attend tout d’un ministre ou d’un préfet, même la subsistance, et dont les idées sont perverties au point d’avoir perdu jusqu’à la notion du droit, de la propriété, de la liberté et de la justice […]. »

### Défenseur des droits
Il prend également part dans le débat d'idées en combattant la peine de mort, l'esclavage et en défendant le droit syndical. Ainsi, dans un discours sur la répression syndicale à l'Assemblée du 17 novembre 1849, il déclare à propos de la législation interdisant le droit de grève : 

« Vous avouez vous-mêmes que, sous l’empire de votre législation, l’offre et la demande ne sont plus à deux de jeu, puisque la coalition des patrons ne peut pas être saisie, et c’est évident : deux, trois patrons déjeunent ensemble, font une coalition, personne n’en sait rien. Celle des ouvriers sera toujours saisie puisqu’elle se fait au grand jour […]. »

### Religion
Frédéric Bastiat était un fervent chrétien catholique et croyait en l'existence d'un ordre naturel dont il faisait le fondement de toutes ses doctrines.

## Activité parlementaire
En tant que député, Frédéric Bastiat vota :
- pour le bannissement de la famille d'Orléans (26 mai 1848) ;
- contre le rétablissement du cautionnement de la presse (9 août 1848) ;
- contre les poursuites intentées à Louis Blanc [Note 8] (26 août 1848) ;
- contre le rétablissement de la contrainte par corps (prison pour dettes) (1er septembre 1848) ;
- pour l'abolition de la peine de mort (18 septembre 1848);
- contre l'abolition du remplacement (21 octobre 1848);
- pour l'ordre du jour en l'honneur d'Eugène Cavaignac (25 novembre 1848) ;
- contre la réduction de l'impôt sur le sel (28 décembre 1848) ;
- pour l'interdiction des clubs politiques (21 mars 1849) ;
- contre la proposition Rateau (12 janvier 1849) ;
- contre les crédits de l'expédition de Rome (16 avril 1849) ;
- contre l'amnistie des transportés (2 mai 1849).

## Influence et postérité
Il acquiert une importante notoriété en son temps, tant en France qu'à l'étranger. Ainsi, Gustave Flaubert écrit à George Sand le 7 octobre 1871 : « Dans trois ans tous les Français peuvent savoir lire. Croyez-vous que nous en serons plus avancés ? Imaginez au contraire que, dans chaque commune, il y ait un bourgeois, un seul, ayant lu Bastiat, et que ce bourgeois-là soit respecté, les choses changeraient ! » Dans les mêmes années, le Cardinal Pecci, futur Léon XIII, dit de lui : « Un célèbre économiste français (Frédéric Bastiat) a exposé comme en un tableau les bienfaits multiples que l'homme trouve dans la société et c'est une merveille digne d'être admirée »,.
Actuellement, sa renommée et son influence sont plus importantes à l'étranger qu'en France, où il est relativement méconnu. Il est réputé avoir inspiré Margaret Thatcher et Ronald Reagan,. Ce dernier dit même de lui qu'il est un de ses économistes préférés. Margaret Thatcher cite Bastiat comme l'un des économistes l'ayant le plus influencée : « En me replongeant dans les écrits de Bastiat, j'ai découvert une défense de la liberté et de l'autonomie individuelle à la fois élégante et puissante », ou bien « Bastiat nous a rappelé que le sens du pouvoir va des individus vers le haut, et non de l'État vers le bas. C'est un message de tous les temps ». De même, Alain Madelin lui reconnaît une influence majeure : « Fondamentalement, Bastiat nous rappelle que la pensée libérale, avant d'être une pensée économique, est aussi et surtout une pensée philosophique, juridique et politique de la libération de l'homme ».
Nombre d'économistes se sont aussi construits dans la continuité ou en réaction à ses idées : dans ses réponses à Keynes, Friedrich Hayek cite régulièrement Bastiat tandis que Karl Marx critique les théories de l'économiste notamment dans la postface de la deuxième édition du Capital (1872) et dans les Théories sur la plus-value. Aujourd'hui, la droite américaine, se disant opposée au tout État, s'y réfère volontiers.
Bastiat eut une influence sur l'économiste Francesco Ferrara. Le sociologue et économiste Vilfredo Pareto admira également le Français à ses débuts. Mais plus tard, dans Les Systèmes socialistes, il qualifiera le principe des intérêts harmoniques décrit par Bastiat dans les Harmonies économiques comme fort obscur. Pareto voulait alors développer une œuvre à prétention scientifique et mathématique, loin de toute opinion personnelle. Plus tard, l'économiste et historien Joseph Schumpeter rejoint son point de vue et écrit : « C’était un libre-échangiste musclé et un enthousiaste du laisser-faire, il connut une gloire soudaine grâce à un article brillant […] son nom aurait pu passer à la postérité comme celui d’un journaliste économique […] Mais les deux dernières années de sa vie […] il s’embarqua sur un travail de nature différente, dont un premier volume, les Harmonies économiques, fut publié en 1850 […]. Les déficiences de sa capacité de raisonnement, ou en tout cas de son pouvoir de manier l’appareil analytique de l’économie, le mettent hors de cour. Je ne soutiens pas que Bastiat était un mauvais théoricien, je soutiens que ce n’était pas un théoricien […] Je ne peux voir aucun mérite scientifique dans les Harmonies ». Karl Marx faisait en quelque sorte le même reproche à Bastiat quand il le qualifiait d'être « le représentant le plus plat […] de l’économie apologétique ». En effet l'œuvre de Bastiat est loin des méthodes scientifiques traditionnelles. Usant d'historiettes et d'exemples simplifiés, sa pédagogie est, en un sens, plus proche de celle d'un philosophe. Selon l'économiste américain Joseph T. Salerno (en), l’absence de scientificité reprochée par Pareto puis par Schumpeter à Bastiat est, en réalité, l’absence de scientisme ou de positivisme.
Dans les années 1970, le courant du minarchisme, aux États-Unis et au Canada, développe des thèses libérales et fait référence à la pensée de Bastiat (dans ses aspects les plus polémiques).
Un prix annuel, le prix Bastiat, est décerné en sa mémoire par le International Policy Network, récompensant un article de presse illustrant et défendant les libertés économiques et sociales.
À Paris, la rue Frédéric-Bastiat porte son nom.

## Publications
Parmi ses ouvrages principaux, on trouve :
- Le Libre-échange[32] ;
- Cobden et la Ligue ou L'agitation anglaise pour la liberté des échanges ;
- Harmonies économiques (1850)[33] ;
- Sophismes économiques[34] ;
- Premières notions d'économie politique, sociale ou industrielle[35].

Il a également écrit un certain nombre de pamphlets, parmi lesquels :
- Propriété et spoliation en 1848 ;
- Baccalauréat et socialisme en 1848 ;
- Protectionnisme et communisme en 1849 ;
- Spoliation et loi en 1850 ;
- Justice et fraternité en 1848 ;
- L'État en 1848 ;
- La Loi en 1850 ;
- Propriété et loi en 1848 ;
- Guerre aux chaires d'économie politique en 1847 ;
- Ce qu'on voit et ce qu'on ne voit pas en 1850 ;
- Abondance en 1850 ;
- Balance du commerce en 1850 ;
- Paix et liberté ou le budget républicain en 1849 ;
- Discours sur l'impôt des boissons en 1849 ;
- Discours sur la répression des coalitions industrielles en 1849 ;
- Réflexions sur l'amendement de M. Mortimer-Ternaux en 1850 ;
- Incompatibilités parlementaires en 1849.

Il a également laissé une importante correspondance, notamment avec F.C. Chevé, rédacteur pour La Voix du Peuple et avec Pierre Joseph Proudhon. Restent également des « mélanges », des essais épars et des ébauches diverses.
L'ensemble de ses écrits a été compilé en 1862-1864 par l'éditeur Guillaumin, dans une édition en 7 tomes :
- Frédéric Bastiat, Œuvres complètes, 7 vol., Paris, Guillaumin et Cie, 1862-1864 (lire en ligne) :
  - tome premier : Correspondance et mélanges ;
  - tome deuxième : Le Libre-échange ;
  - tome troisième : Cobden et la Ligue ou L'agitation anglaise pour la liberté des échanges ;
  - tome quatrième : Sophismes économiques. Petits pamphlets. Contient : Sophismes économiques ; Propriété et loi ; Justice et fraternité ; L'État ; La Loi ; Propriété et spoliation ; Baccalauréat et socialisme ; Protectionnisme et communisme ;
  - tome cinquième : Sophismes économiques. Petits pamphlets. Contient : Spoliation et loi ; Guerre aux chaires d'économie politique ; correspondance avec F. C. Chevé et avec Pierre Joseph Proudhon ; Ce qu'on voit et ce qu'on ne voit pas ; Abondance ; Balance du commerce ; Paix et liberté ou le budget républicain ; Discours sur l'impôt des boissons ; Discours sur la répression des coalitions industrielles ; Réflexions sur l'amendement de M. Mortimer-Ternaux ; Incompatibilités parlementaires ;
  - tome sixième : Harmonies économiques ;
  - tome septième : Essais, ébauches, correspondance.

- Frédéric Bastiat, Œuvres économiques, Paris, PUF, coll. « Libre échange », 1983, 217 p. (ISBN 2-13-037861-7)
- Ce qu’on voit et ce qu’on ne voit pas : Choix de sophismes et de pamphlets économiques (préf. Jacques Garello), Paris, Romillat, 1993, 268 p., 18 cm (ISBN 978-2-87894-004-6, OCLC 491144169).
- Frédéric Bastiat (préf. Michel Leter), Sophismes économiques, Paris, Les Belles Lettres, coll. « Bibliothèque classique de la liberté », 2005, 290 p. (ISBN 978-2-251-39038-3, présentation en ligne)
- Frédéric Bastiat (préf. Michel Leter), Pamphlets, Paris, Les Belles Lettres, coll. « Bibliothèque classique de la liberté », 2009, 412 p. (ISBN 978-2-251-39049-9, présentation en ligne).
- « Propriété et loi », Journal des économistes, avril-juillet 1848, t. 20, p. 177-191 lire en ligne sur Gallica.
- « Justice et fraternité », Journal des économistes, avril-juillet 1848, t. 20, p. 310-327 lire en ligne sur Gallica.